# Verbena urticifolia
Verbena urticifolia är en verbenaväxtart som beskrevs av Carl von Linné. Verbena urticifolia ingår i släktet verbenor, och familjen verbenaväxter.

## Underarter
Arten delas in i följande underarter:
- V. u. leiocarpa
- V. u. urticifolia